# Pseudorgyia versuta
Pseudorgyia versuta là một loài bướm đêm trong họ Erebidae.